# Felice Cappelletti
Felice Cappelletti (Verona, 1656 – 1738) è stato un pittore italiano.
Felice Cappelletti fu un pittore del periodo tardo-Barocco, attivo a Verona. Apprese il mestiere da Sante Prunati a Verona e dipinse, tra gli altri luoghi, per le chiese di S. Caterina presso Ognissanti, S.Anastasia, S.Apollonia e Santa Margherita. Molte opere del Cappelletti sono andate perdute in seguito all'occupazione francese di Verona.

## Opere scelte
Il Cristo che lava i piedi agli apostoli, Verona, Oratorio di S.Simone apostolo;
Il salvataggio di San Pietro, Torri del Benaco, Chiesa parrocchiale dei Santi Pietro e Paolo;
L'angelo che abbatte gli idoli, Torri del Benaco, Chiesa parrocchiale dei Santi Pietro e Paolo.
Il sogno di San Giuseppe, Lovere, Accademia Tadini.